# Mimi Coertse
Mimi Coertse es una soprano sudafricana nacida el 12 de junio de 1932.

## Primeros años
Coertse, nació en Durban, KwaZulu-Natal, se matriculó en la Escuela de Niñas de Helpmekaar en Johannesburgo. Comenzó estudios de canto en Sudáfrica en 1949. En julio de 1953 se casó con el locutor de radio y compositor Dawid Engela. Salió de Sudáfrica en septiembre de 1953 para Londres, y luego se trasladó a Viena. En enero de 1954 se comenzó a entrenar vocalmente con Maria Hittorff y Josef Witt.

## Carrera
Coertse hizo su debut en enero de 1955 como la chica de la primera flor en Parsifal de Wagner en el Teatro San Carlo de Nápoles, bajo la dirección de Karl Böhm. También cantó en Basilea en el Teatro San Carlo. El 17 de marzo de 1956 hizo su debut en la Ópera Estatal de Viena como la Reina de la Noche en La flauta mágica de Mozart y se quedó con la Ópera Estatal de Viena hasta 1978. Realizó su debut en el Covent Garden en 1956, en el mismo papel de la Reina de la noche.
Coertse cantó la parte para soprano de la ópera Matthäus-Passion de Bach en la primera aparición Fritz Wunderlich en Viena en 1958. Nuevamente en 1958, Fritz Wunderlich y Coertse volvieron a trabajar juntos en el festival Aix-en-Provence en la ópera de Mozart, la flauta mágica. En 1965, cantó en Konstanze en Die Entführung aus dem Serail en la Ópera Estatal de Viena, que también incluyó Fritz Wunderlich, como Belmonte.
Su repertorio también incluye:
- La flauta mágica (Wolfgang Amadeus Mozart) - Reina de la noche
- Il Seraglio (Wolfgang Amadeus Mozart) - Constance
- Ariadne auf Naxos (Richard Strauss) - Najade, después Zerbinetta
- Rigoletto (Giuseppe Verdi) - Gilda
- The Tales of Hoffmann (Jacques Offenbach) - Olimpia, Antonia, Giulietta, Stella
- Palestrina (Hans Pfitzner) - El ángel
- Carmen (Georges Bizet) - Frasquita
- Martha (Friedrich von Flotow) - Marta
- Mignon (Ambroise Thomas) - Philine
- La traviata (Giuseppe Verdi) - Violetta
- Una leyenda Irlandesa (Werner Egk) - Protagonista femenina
- Unverhofftes Begegnen (Joseph Haydn) - Protagonista femenina
- I Pagliacci (Ruggiero Leoncavallo) - Nedda
- Arabella (Richard Strauss) - Fiaker-Milli
- Bastien und Bastienne (Wolfgang Amadeus Mozart) - Bastienne
- La viuda alegre (Franz Lehár) - Hanna Glawari
- Lucia di Lammermoor (Gaetano Donizetti) - Lucia
- Die Fledermaus (Johann Strauss II) - Rosalinde
- L'heure espagnole (Maurice Ravel) - Concepción, staging Otto Schenk
- Don Giovanni (Wolfgang Amadeus Mozart) - Donna Elvira
- La bohème (Giacomo Puccini) - Musetta
- Norma (Vincenzo Bellini) - Norma
- Così fan tutte (Wolfgang Amadeus Mozart) - Fiordiligi
- Falstaff (Giuseppe Verdi) - Mrs. Alice Ford
- Turandot (Giacomo Puccini) - Liu, la joven esclava.
- Angelique (Jacques Ibert) - Angelique
- Don Giovanni (Wolfgang Amadeus Mozart) - Donna Anna
- Die schweigsame Frau (Richard Strauss) - Aminta, Tímida
- Die ägyptische Helena (Richard Strauss) - Aithra
- Daphne (Richard Strauss) - Daphne
- Don Carlos (Giuseppe Verdi) - Elisabeth von Valois

Coertse ha cantado en los siguientes teatros: Aix-en-Provence, Athens, Barcelona, Brussels, Covent Garden, Düsseldorf, Glyndebourne, Graz, Hamburg, Linz, London, Melk, Naples, Palermo, Salzburg, Stuttgart, The Hague, Turin y Wiesbaden. 
Los directores con los que trabajado son: Karl Böhm, Vittorio Gui, Alberto Erede, Heinrich Hollreiser, Herbert von Karajan, Joseph Keilberth, Jascha Horenstein, Rudolf Kempe, Josef Krips, Rafael Kubelík, Erich Leinsdorf, Wilhelm Loibner, Lorin Maazel, Dimitri Mitropoulos, Edouard van Remoortel, Rudolf Moralt, Heinz Wallberg, Nello Santi, Giuseppe Patane, John Pritchard, Argeo Quadri, Mario Rossi, Sir Malcolm Sargent, Hermann Scherchen, Georg Solti, Hans Swarowsky, Horst Stein, George Szell, Silvio Varviso, Antonino Votto y Berislav Klobučar.
Alguno de los más famosos cantantes de ópera con los que ha compartido escena son: Eberhard Wächter, Jean Madeira, Giuseppe di Stefano, Alfredo Kraus, George London, Walter Berry, Rudolf Christ, Renate Holm, Boris Christoff, Anton Dermota, Otto Edelmann, Cesare Siepi, Giuseppe Taddei, Ettore Bastianini, Luciano Pavarotti, Aldo Protti, Simon Estes, Hilde Gueden, Johannes Heesters, Sena Jurinac, Waldemar Kmentt, Peter Schreier, Gottlob Frick, Paul Schöffler, Erich Kunz, Christa Ludwig, Julius Patzak, Murray Dickie, Luigi Alva, Helge Rosvaenge, Rudolf Schock, Birgit Nilsson, Teresa Stich-Randall, Gwyneth Jones, Otto Wiener, Heinz Holecek y Giuseppe Zampieri.

## Últimos años
Desde su regreso a Sudáfrica en 1973, ha sido un invitado habitual en las conferencias de Sudáfrica y también en múltiples programas de la radio y la televisión. En los últimos años ha dedicado su tiempo a exponer a los jóvenes cantantes de Sudáfrica el olvidado arte de cantar Lieder, que puede ser aún más exigente artísticamente que cantar ópera. Su apoyo a la gente de Sudáfrica ha sido excepcional - como puede ser visto en su programa debuta con Mimi y las becas Mimi Coertse. 
En 1998, Mimi Coertse y Neels Hansen fundaron The Black Tie Ensemble, un proyecto de desarrollo que permite a los jóvenes, los cantantes de formación clásica a cerrar la brecha entre la formación y desempeño profesional. El programa, patrocinado por Sappi, realiza las óperas en el Teatro del Estado (Pretoria), el jardín botánico Walter Sisulu (Johannesburgo) y el Teatro Cívico (Johannesburgo).